# Giro d'Italia de 1997
Giro d'Italia 1997 foi a octagésima edição da prova ciclística Giro d'Italia (Corsa Rosa), realizada entre os dias 17 de maio e 8 de junho de 1997.
A competição foi realizada em 22 etapas com um total de 3.912 km.
O vencedor foi o ciclista italiano Ivan Gotti. Largaram 180 ciclistas, e o vencedor conclui a prova com a velocidade média de 38,018 km/h.